# Kościół Świętych Apostołów Piotra i Pawła w Pucku
Kościół Świętych Apostołów Piotra i Pawła w Pucku – rzymskokatolicki kościół parafialny w Pucku, w województwie pomorskim.

## Położenie i tradycja

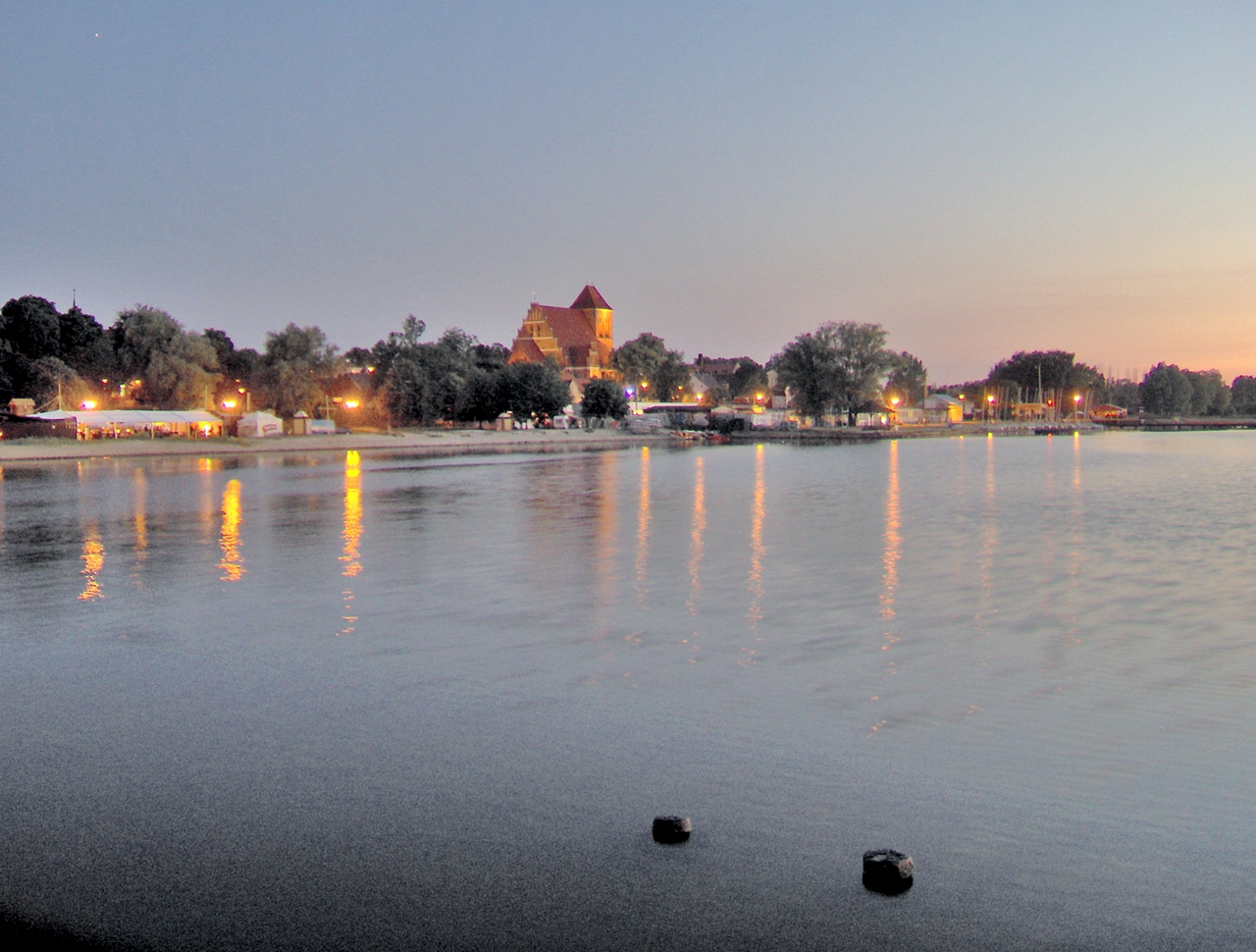
Charakterystyczny widok od strony Zatoki Puckiej

Kościół pełni rolę puckiej fary. Świątynia stoi nad samym brzegiem zatoki Puckiej. Jest charakterystyczną budowlą, dzięki czemu Puck jest rozpoznawany już z daleka. Podczas odpustu, 29 czerwca, odbywa się tradycyjna pielgrzymka łodziowa z portów na Mierzei Helskiej. Na wodach zatoki odbywa się nabożeństwo, będące wstępem do mszy odpustowej w kościele. Wiernym z powiatu puckiego podczas tych uroczystości często towarzyszą turyści.

## Historia
Parafia w Pucku powstała prawdopodobnie w XII wieku. Wskazują na to m.in. kamienne fundamenty filarów kościoła pochodzące właśnie z XII wieku (pierwsza świątynia mogła być drewniana). W wyposażeniu ciekawa jest chrzcielnica z XIII wieku. Filary są pozostałościami po dawnym kościele romańskim, do którego przed 1309 dobudowano istniejącą do dziś wieżę. Obecny kościół powstał między rokiem 1330 a 1400. W 1496 obiekt przykryto jednym dachem w miejsce odrębnych, a także dodano szczyt wschodni. W latach 1556–1589 pucki kościół był w rękach luteran. Po zwróceniu świątyni społeczności katolickiej przeprowadzono gruntowny remont. W 1623 Jan Jakub Wejher, syn ówczesnego starosty puckiego Ernesta Wejhera i Anny Mortęskiej, ufundował ołtarz, w którym znalazły się obrazy Hermana Hana, uznawanego wówczas za najlepszego malarza na Pomorzu. Około roku 1800 w kościele pojawiły się istniejące do dziś ołtarze: główny z czterema przesuwanymi obrazami oraz dwa boczne: Matki Bożej i św. Antoniego. Wkomponowano w nie figury pochodzące z wcześniejszych ołtarzy. Niemal sto lat później przeprowadzono w świątyni prace budowlano-konserwatorskie. Wówczas m.in. powiększono otwory okienne, dzięki czemu można było zamontować witraże. Wymieniono również posadzkę. W XXI wieku (począwszy od 2000) świątynia przechodzi kolejną znaczną renowację. Zmieniono dach kościoła, uzupełniono ubytki lica cegieł. W planach jest jeszcze przebudowa prezbiterium i malowanie wnętrza.

## Wyposażenie
Do najcenniejszych elementów wyposażenia należą:
- ołtarz główny, boczne i ambona z około 1800,
- ołtarz z 1623 w kaplicy Wejherów, zamkniętej kutą kratą z XVII wieku,
- dwa obrazy kontrreformacyjne z 1663 (w prezbiterium),
- chrzcielnica z 1697 (barok),
- chrzcielnica XIII-wieczna (w kruchcie),
- żyrandole mosiężne z XVII wieku (trzy sztuki),
- dwa gotyckie dzwony z 1400, a także dzwon Piotr i Paweł z 1605[1].

## Tablice
We wnętrzu kościoła wiszą następujące tablice pamiątkowe:
- na okoliczność 50. rocznicy Zaślubin Polski z Morzem dokonanego przez generała Józefa Hallera w 1920 (z 1970),
- ku czci prof. Alfonsasa Lipniusasa, litewskiego sługi bożego, więźnia KL Stutthof (z 2005),
- ku czci księży zamordowanych przez Niemców 20 października 1939: Edmunda Fittkaua (proboszcza) i Bronisława Labudy (wikariusza),
- upamiętniająca Męczenników Ziemi Puckiej zamordowanych przez Niemców w ich obozach koncentracyjnych, a także podczas zbrodni w Piaśnicy (z 1998),
- upamiętniająca cudowne uratowanie dzieci Brzozowskich, Biskupskich i Sobańskiej 15 sierpnia 1922,
- upamiętniająca 25. rocznicę powstania NSZZ Solidarność (z 2005),
- upamiętniająca 50. rocznicę powstania Batalionów Górniczych Wojska Polskiego i męczeństwa żołnierzy-górników pracujących w kamieniołomach i kopalniach uranu w latach 1949-1959 (z 1999)[3].

## Galeria

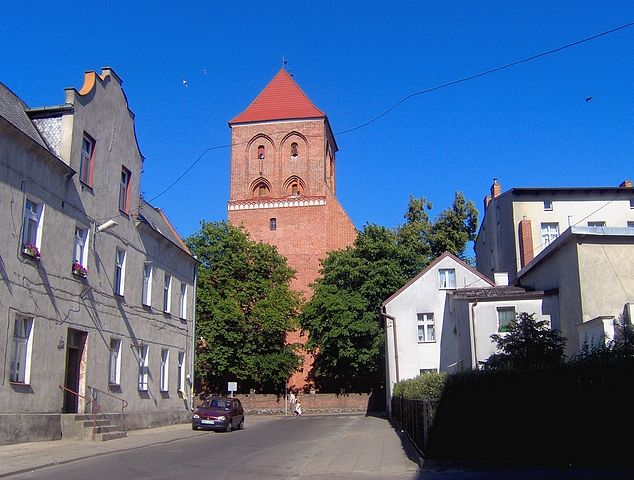
Widok od frontu (2006)
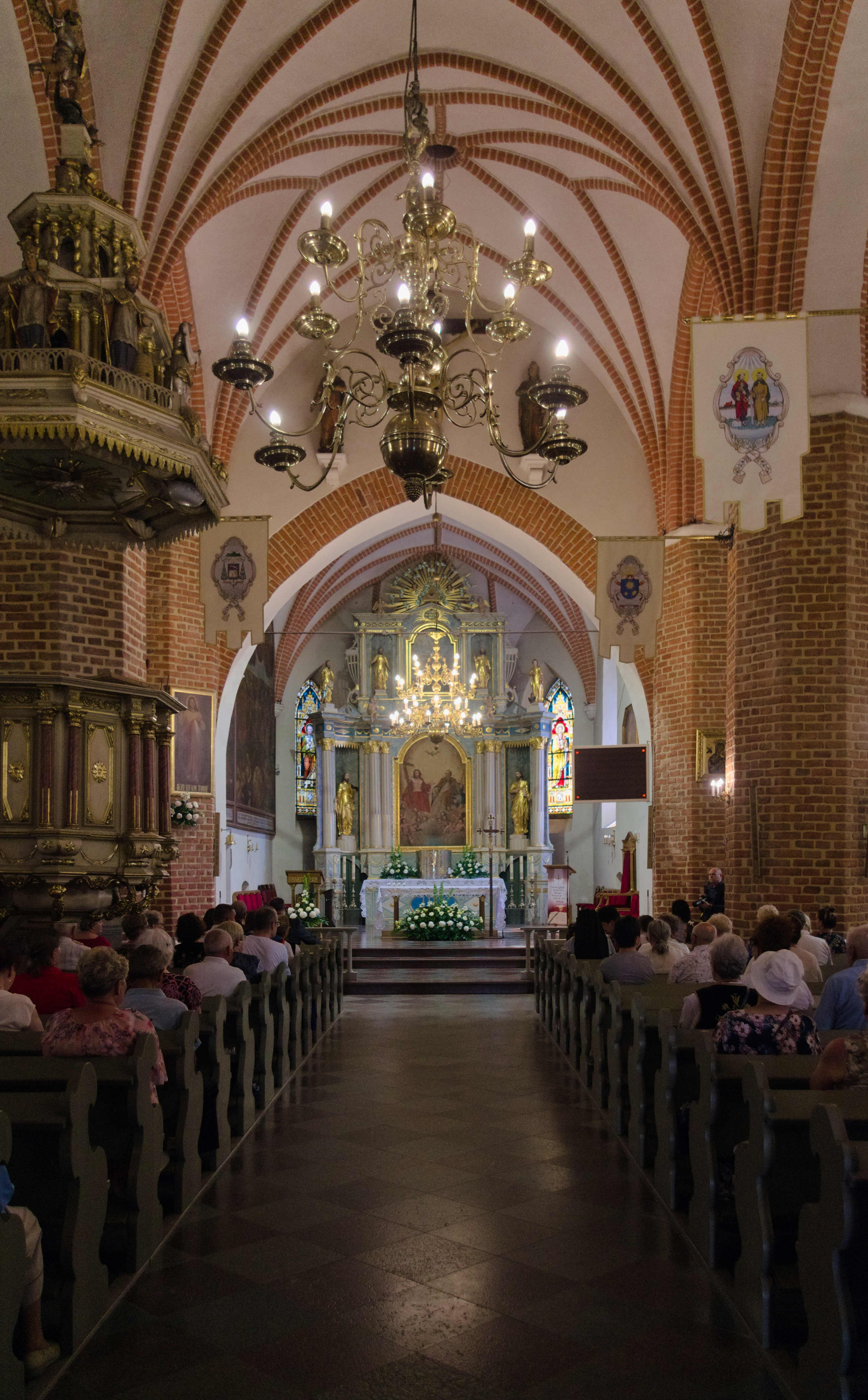
Nawa główna (2022)
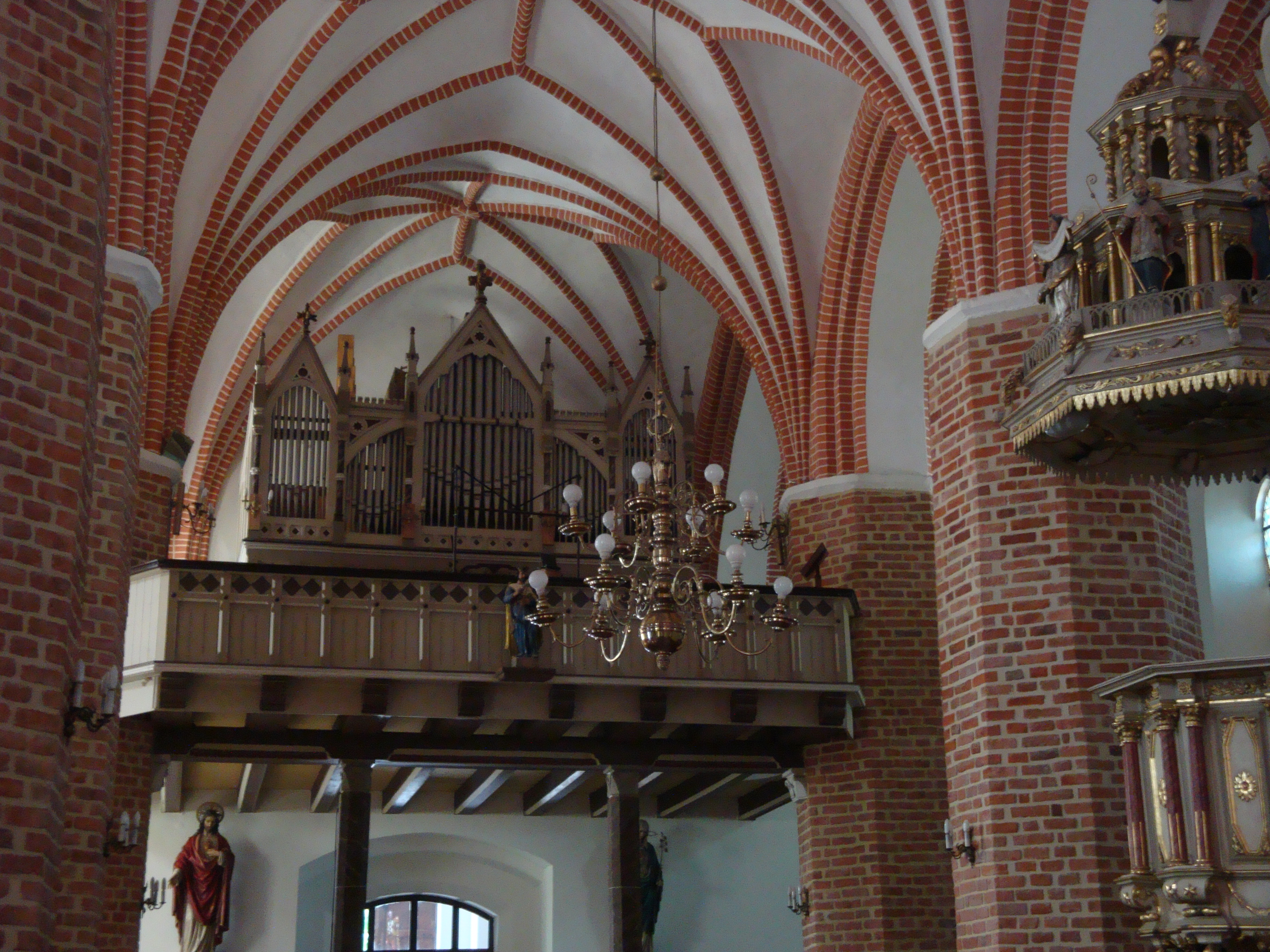
Organy (2010)
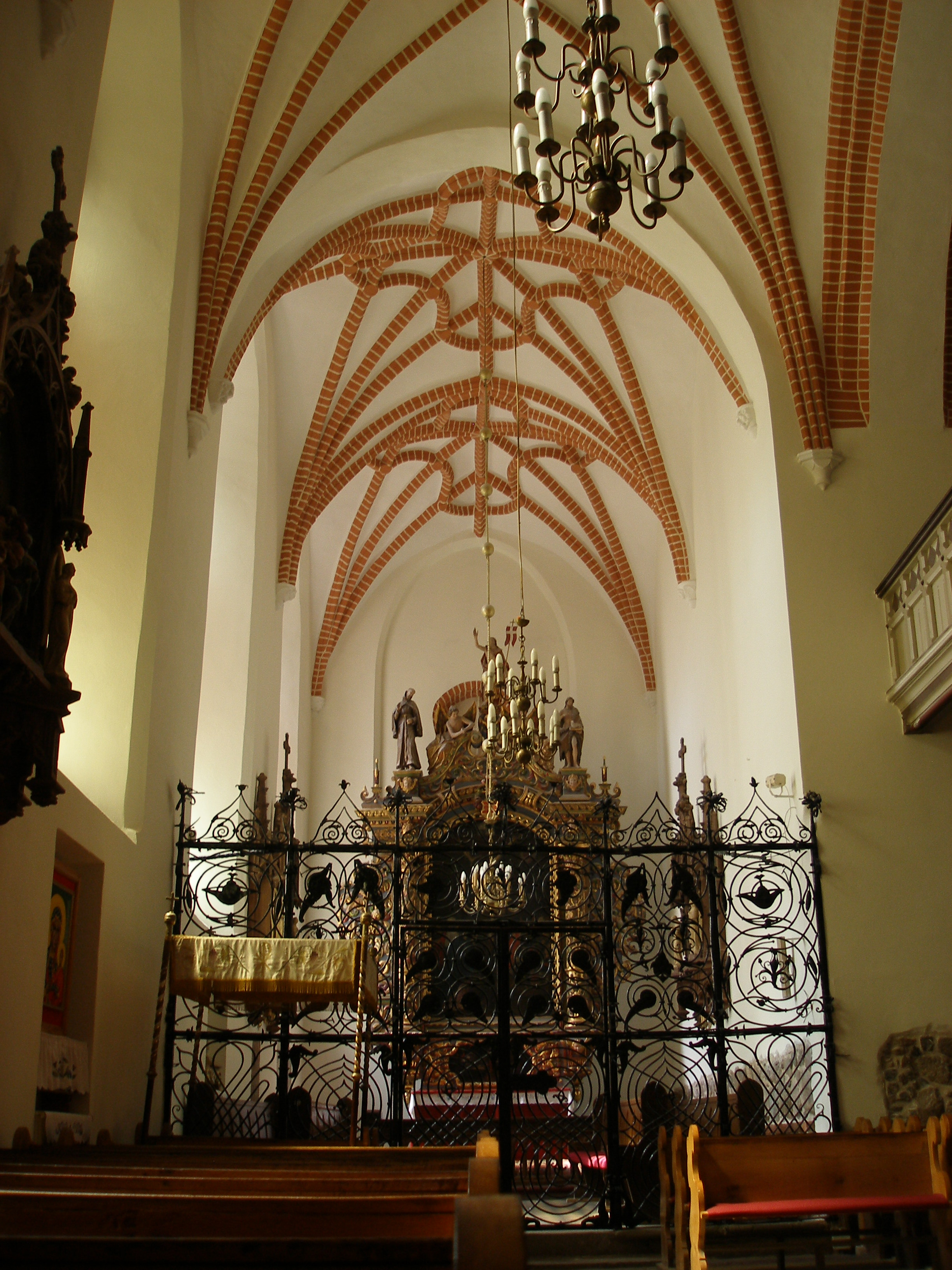
Nawa boczna (2010)
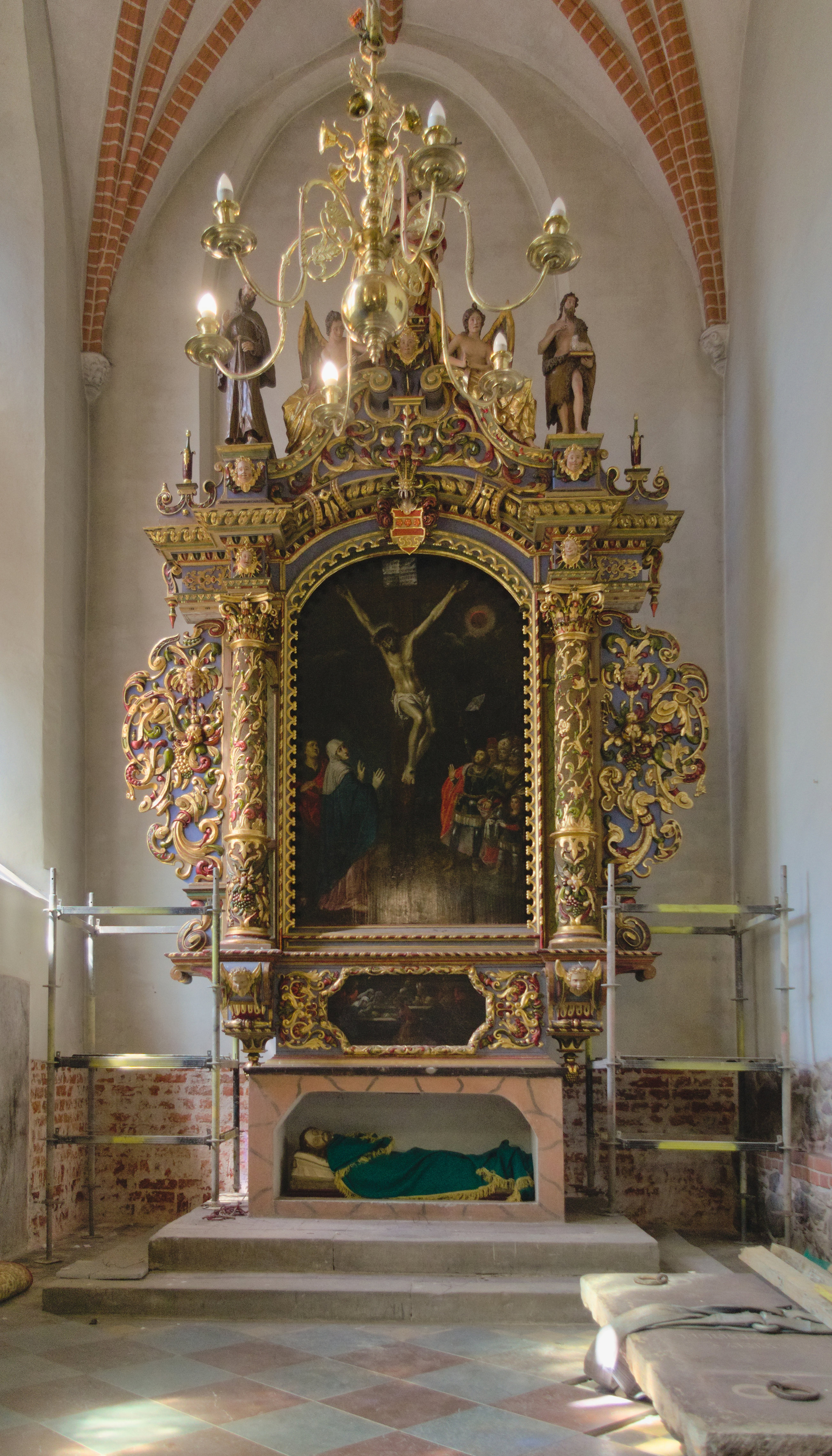
Ołtarz w kaplicy Wejherów (2022)
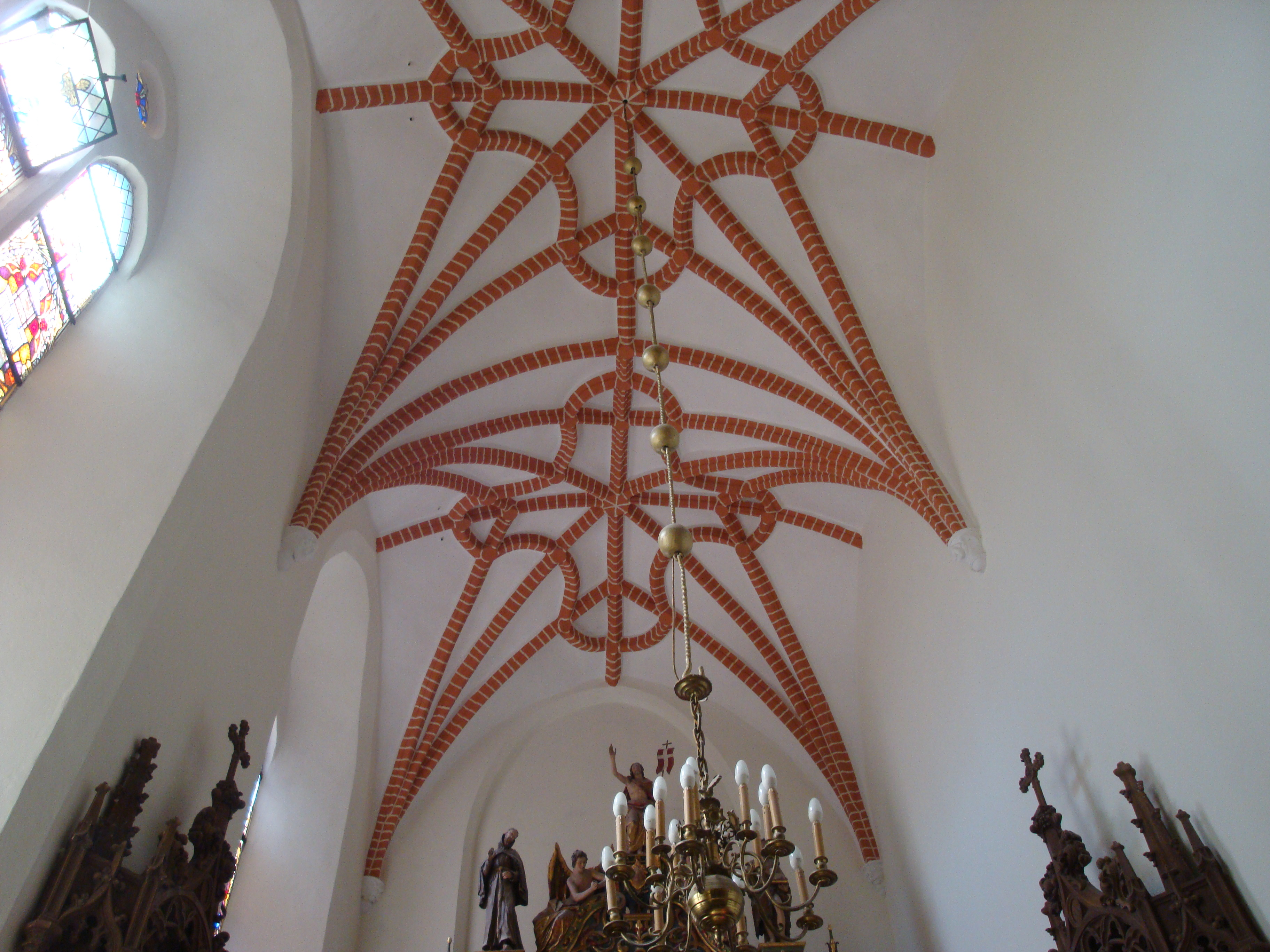
Sklepienie (2010)
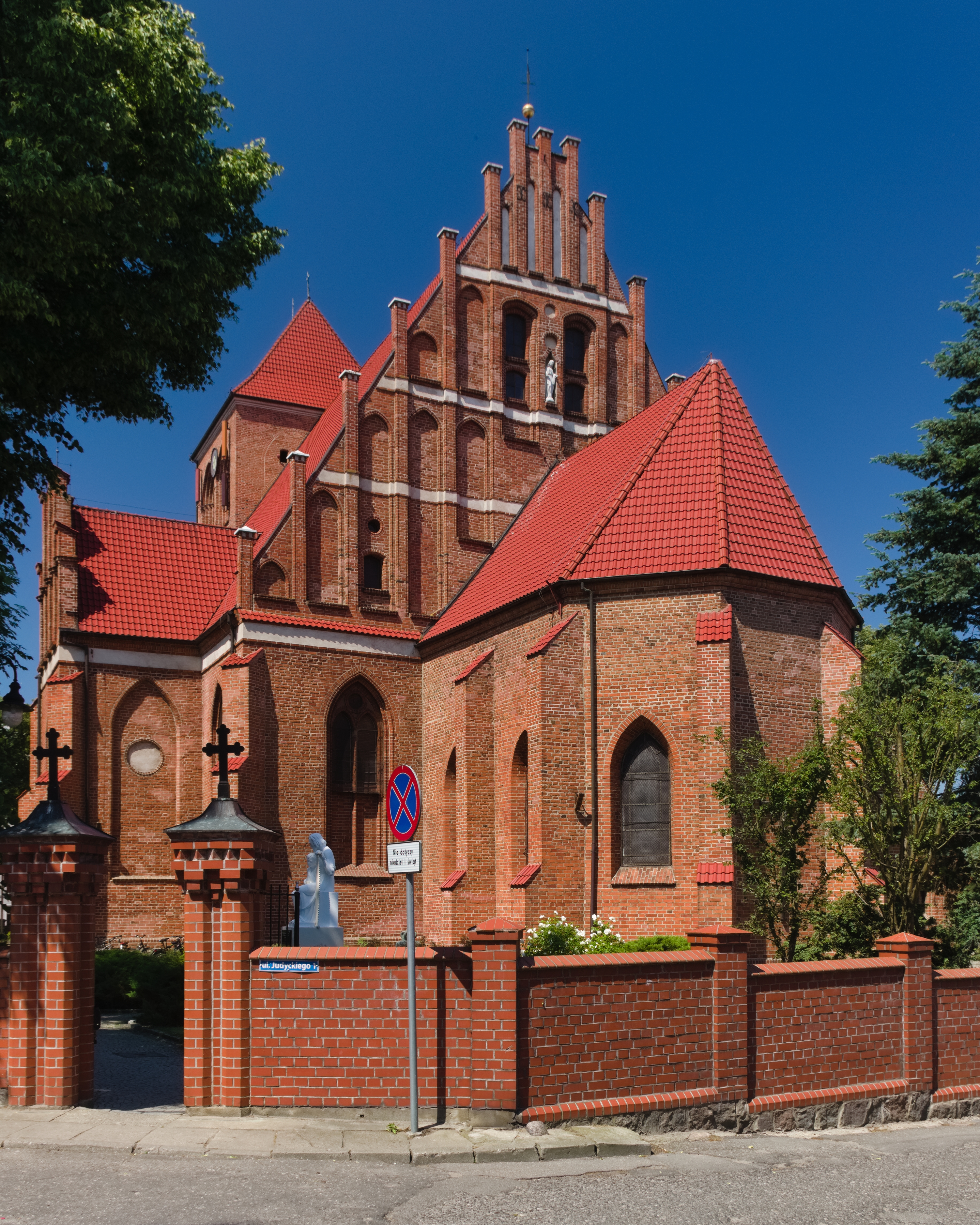
Widok od wschodu (2022)